# Parhaplothrix margaretae
Parhaplothrix margaretae är en skalbaggsart som beskrevs av Gilmour 1947. Parhaplothrix margaretae ingår i släktet Parhaplothrix och familjen långhorningar. Inga underarter finns listade i Catalogue of Life.